# Fernando Bissaya Barreto
Fernando Baeta Bissaya Barreto Rosa GCC • GCB (Castanheira de Pera, 29 de outubro de 1886 – Lisboa, 16 de setembro de 1974), mais conhecido por Bissaya Barreto, foi um professor de Medicina da Universidade de Coimbra e político. Entre outras funções, foi deputado à Assembleia Nacional Constituinte (1911), dirigente do Partido Republicano Evolucionista e depois da União Liberal Republicana. Após o golpe de Estado de 28 de maio de 1926 aderiu à União Nacional, de que foi um destacado dirigente.

## Biografia
Nasceu em Castanheira de Pera, a 29 de outubro de 1886, filho do farmacêutico Albino Inácio Rosa, natural do lugar de Rapoula, freguesia de Avelar e de sua mulher Joaquina da Conceição Barreto, natural de Castanheira de Pera. Era neto paterno de João Inácio Rosa e Maria Rosa da Piedade, materno de Jacinto Baeta das Neves e Maria Justina da Conceição.
Bissaya Barreto fez os seus estudos liceais em Coimbra. Matriculado na Universidade de Coimbra, fez parte da geração de estudantes da Greve Académica de 1907. Frequentava, na altura, o 1.º ano da Faculdade de Medicina da Universidade de Coimbra e foi um dos 160 alunos (chamados intransigentes) que não renovaram a matrícula para fazer exame.
Na Faculdade de Medicina acaba a licenciatura em 1913, formando-se, anos antes, em Filosofia e Matemática, com excelentes notas.

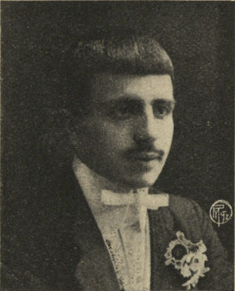
Bissaya Barreto na juventude (As Constituintes de 1911 e os seus Deputados).

Sendo ainda aluno universitário, lecciona, no Colégio de Coimbra, a disciplina de Ciências Físicas e Biológicas, colaborando na altura com o professor Sidónio Pais, que porventura o terá influenciado.
Em Coimbra, enquanto estudante, foi um republicano convicto além de carbonário. Pertenceu, quando frequentava o 4.º ano de Medicina, ao comité civil da organização carbonária autónoma de Coimbra, "Carbonária Portugália", em janeiro de 1910. Ao mesmo tempo, faz parte, em Coimbra, da loja maçónica Revolta (aliás, como todos os do comité de estudantes da Carbonária Portugália) com o nome simbólico de Saint-Just, tendo atingido o 5.º grau do Rito Francês.
Participou, como delegado, no Congresso do Partido Republicano, realizado em Coimbra.
Colega de Oliveira Salazar na Universidade, acompanhou-o depois na tertúlia do Centro Académico de Democracia Cristã (CADC), e pode dizer-se, tal era a admiração pessoal que tinha por ele, que foi salazarista antes do salazarismo. O estadista, mais tarde, agradeceu-lhe a atenção dedicada.
Concluída a licenciatura em Medicina, Bissaya-Barreto opta pela vida política. Republicano e maçon, foi eleito pelo círculo eleitoral da Figueira da Foz, para a Assembleia Constituinte de 1911. Em Lisboa, frequenta a Escola Médica e as aulas do professor e cirurgião cabeça, ao mesmo tempo que ocupa o seu lugar no parlamento. Após 3 anos regressa a Coimbra, onde faz provas para professor agregado da Faculdade de Medicina, regendo depois a cadeira de "Técnica Cirúrgica" e exerce clínica. Como cirurgião, percorre a província, operando em Vila Real, Guarda, Santa Comba Dão, Mealhada, Castanheira de Pera, Figueira da Foz.

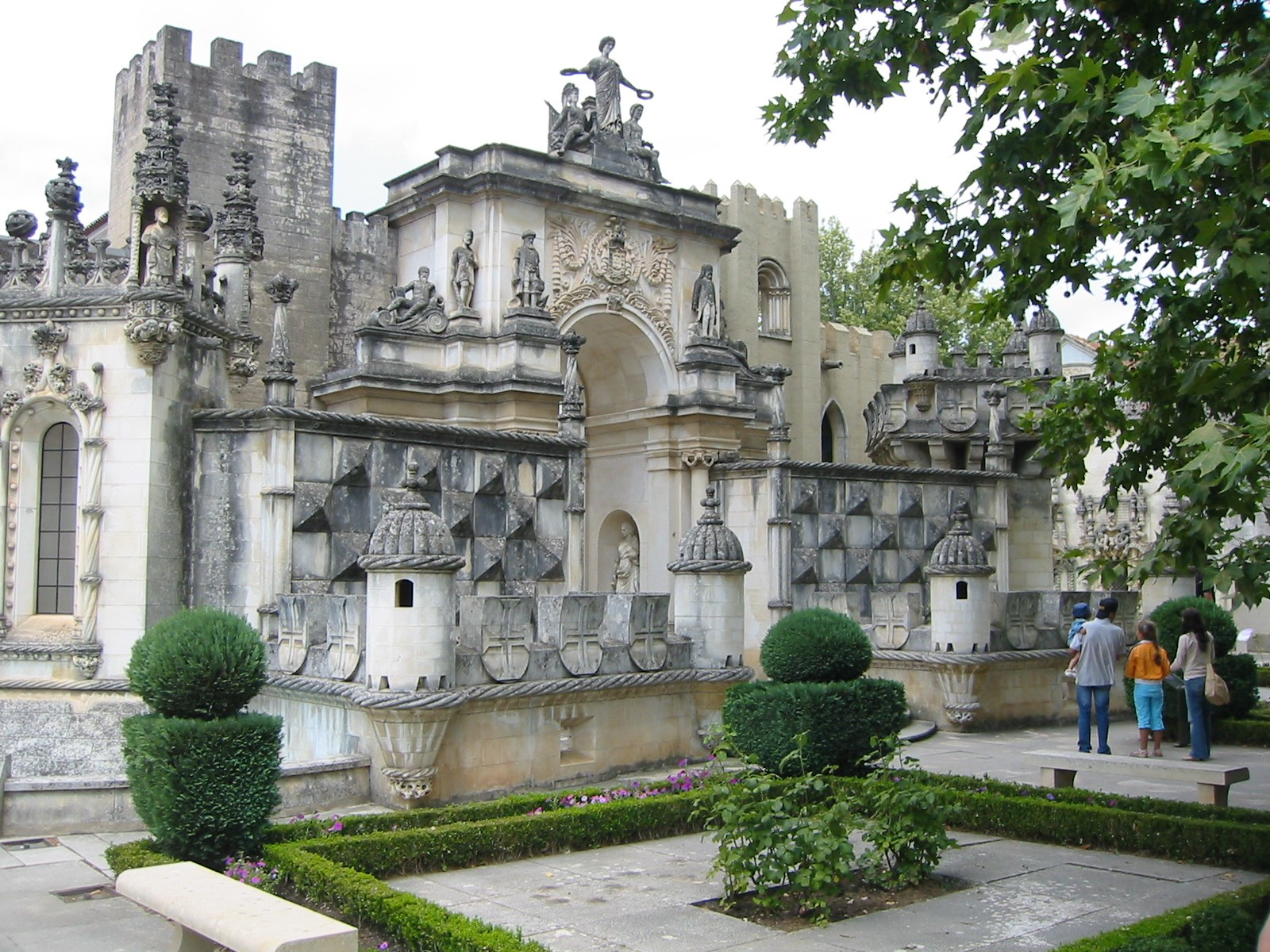
Portugal dos Pequenitos, em Coimbra, uma iniciativa de Bissaya Barreto.

Bissaya-Barreto fez parte da Comissão Central da União Nacional, em 1932, juntamente com Manuel Rodrigues, Armindo Monteiro, Lopes Mateus, e sob chefia de Salazar, foi, ainda, Presidente da Junta de Província da Beira Litoral, procurador à Câmara Corporativa e, ao longo do tempo, desenvolveu uma importante acção no campo social e da saúde pública. 
Impulsionou sanatórios, leprosarias, casas da criança, refúgios para idosos, institutos maternais, bairros económicos, campos de férias, colónias balneares, estando à frente da campanha de luta contra a tuberculose, a lepra e as doenças mentais.
À sua iniciativa se devem os Sanatórios de Celas, onde posteriormente funcionou até 2011 o Hospital Pediátrico de Coimbra, e dos Covões, atual Hospital dos Covões. Também a criação da Maternidade Bissaya Barreto, o Hospital Sobral Cid, o Hospital Psiquiátrico do Lorvão, o Hospital Rovisco Pais (que foi uma moderna leprosaria) o Hospital da Figueira da Foz, entre outras instituições que ainda se encontram em funcionamento. 
Criou também a Escola Normal Social e o Portugal dos Pequenitos, em Coimbra. 
A 1 de setembro de 1950 foi feito 59.º Sócio do Ginásio Clube Figueirense e a 29 de outubro de 1956 foi agraciado com a Grã-Cruz da Ordem de Benemerência. A 26 de novembro de 1958, criou a Fundação Bissaya Barreto, em Coimbra, que tem o seu nome, com sede na casa onde viveu. Desde 1963 foi Provedor da Santa Casa da Misericórdia de Coimbra. Nesse ano, a 9 de maio, foi agraciado com a Grã-Cruz da Ordem Militar de Nosso Senhor Jesus Cristo.
Após o 25 de Abril foi exonerado de todos os seus cargos. Faleceu no Hospital da Cruz Vermelha Portuguesa, na freguesia de São Domingos de Benfica, em Lisboa, a 16 de setembro de 1974, aos 87 anos de idade, vítima de AVC. Encontra-se sepultado no Cemitério de Castanheira de Pera, sua terra natal. Nunca casou mas deixou um filho natural.
Atualmente, a Fundação Bissaya Barreto tem em funcionamento um Centro de Documentação com diversos documentos, fotografias e bibliografia sobre a sua vida e obra.

## Obras
- O sol em cirurgia. Coimbra, Imprensa da Universidade, 1915;[7]
- O ensino da técnica operatória e patologia cirúrgica em Coimbra (1920-1921). Coimbra, 1922;
- Subsídios para a história. 7 volumes. Coimbra, Junta da Província da Beira Litoral, Coimbra, 1946-1964;
  - 2.º volume: Notes sur quelques etablissements d'assistance de la Province de Beira Litoral;
  - 3.º volume: Hôpital Rovisco Pais et oeuvre d'assistance sociale aux familles des lépreux;
  - 4.º volume: Coimbra precisa de ter um hospital-faculdade. Coimbra precisa de ter um hospital-cidade. 1959;
  - 5.º volume: A política da lepra em Portugal. 1960
  - 6.º volume: Lembranças e comentários. 1961
  - 7.º volume: Coisas que aconteceram. 1964
- O problema hospitalar de Coimbra. Coimbra, Coimbra Editora, 1965;
- Coimbra precisa dum hospital-cidade. Coimbra, Coimbra Editora, 1965;[8]
- Coimbra e os seus hospitais. Coimbra, Coimbra Editora, 1967;
- Uma obra social realizada em Coimbra. Coimbra, 1970;
- Foi igualmente autor de inúmeros artigos em revistas.